# جايسون بيرنت
جايسون بيرنت هو ترامبوليني ‏ كندي، ولد في 16 ديسمبر 1986 في تورونتو في كندا.

## وصلات خارجية
- جايسون بيرنت على موقع الاتحاد الدولي للجمباز (licence) (الإنجليزية)
- جايسون بيرنت على موقع الاتحاد الدولي للجمباز (biography) (الإنجليزية)
- جايسون بيرنت على موقع اللجنة الأولمبية الدولية (الإنجليزية)
- جايسون بيرنت على موقع أوليمبيديا (الإنجليزية)
- جايسون بيرنت على موقع اللجنة الأولمبية الكندية (الإنجليزية)